# Penthosia satanica
Penthosia satanica là một loài ruồi trong họ Tachinidae.